# The Legend of Zelda: Echoes of Wisdom
The Legend of Zelda: Echoes of Wisdom är ett actionäventyrsspel till Nintendo Switch. Det är det senaste spelet i The Legend of Zelda-serien och seriens första 2D-spel på nästan 5 år. Till skillnad från de allra flesta spel är huvudpersonen inte Link, utan det är prinsessan Zelda som tar på sig huvudrollen när Link försvinner från Hyrule. Spelet använder sig av samma motor som remaken till Link's Awakening från år 2019.
Spelet utannonserades den 18 juni 2024 under en Nintendo Direct-presentation, med 26 september 2024 som lanseringsdatum.